# Bokmakiriwürger
Der Bokmakiri (Telophorus zeylonus) gehört zur Familie der  Buschwürger und ist damit ein Singvogel. Seine Heimat liegt in Südafrika und Namibia, allerdings trifft man ihn auch im Osten Simbabwes und im Westen Mosambiks an.
Als Lebensraum bevorzugt der Bokmakiri das Buschland der Karoo sowie den Fynbos, Parks und Gärten in bebauten Gebieten. Sein Nest baut er in eine Hecke oder in eine Astgabel. In der Regel legt das Weibchen 3 rot-braune oder lila-grün-blaue gefleckte Eier; allerdings sind bis zu 6 Eier möglich. Beide Eltern brüten etwa 16 Tage. Bis die Küken flügge werden, dauert es noch weitere 18 Tage. 
Ein ausgewachsener Bokmakiriwürger ist 22 bis 23 Zentimeter groß. Die Oberseite ist olivgrün. Sein Schwanz besitzt eine helle gelbe Spitze. Den grauen Kopf ziert ein gelber Superciliarstreifen. Der starke Schnabel hat einen gebogenen starken Unterkiefer. Die Unterseite des Vogels ist hellgelb. Zwischen Hals und Brust befindet sich ein breiter schwarzer Kragen. Seine Beine und Füße sind blau-grau. Beide Geschlechter ähneln sich im Aussehen. Die Jungvögel hingegen zeichnen sich durch ein stumpfes grau-grün aus. Des Weiteren fehlt ihnen der schwarze Kragen. 
Es gibt insgesamt vier Unterarten.
Der Gesang des Bokmakiriwürgers zeichnet sich durch eine Reihe lauter Pfiffe aus, die oft im Duett gesungen werden. Der typische Gesang gab dem Vogel seinen Namen bok–bok–mak–kik. Dieser Gesang war Teil der Identifikation des früheren Radiosenders Radio RSA.
Im Gegensatz zu den Würgern ist der Bokmakiri eher scheu. Er ernährt sich von Insekten, kleinen Eidechsen, Schlangen, kleinen Vögeln und Fröschen.

## Nachweise
- Bernhard Grzimek: Grzimeks Tierleben. Band 7-9 Vögel. Deutscher Taschenbuch Verlag GmbH & Co. KG, München 1993, ISBN 3-423-05970-2
- Gottfried Mauersberger, Wilhelm Meise: Urania Tierreich. Vögel. Urania, Stuttgart 1995, ISBN 3-423-03204-9.
- Einhard Bezzel, Roland Prinzinger: Ornithologie. Utb, 1990, ISBN 3800125978.
- Hans-Heiner Bergmann: Die Biologie des Vogels. Aula, 1987, ISBN 389104447X.